# Геометрический род
Геометрический род — это базовый бирациональный инвариант pg алгебраических многообразий и комплексных многообразий.

## Определение
Геометрический род может быть определён для несингулярных комплексных проективных многообразий и, более общо, для комплексных многообразий, как число Ходжа hn,0 (равное h0,n согласно двойственности Серра), то есть, как размерность канонической линейной системы плюс единица.
Другими словами, для многообразия V комплексной размерности n это значение равно числу линейно независимых голоморфных n-форм на многообразии V. Это определение как размерность пространства
{\displaystyle H^{0}(V,\Omega ^{n})}
тогда переносится на любое базовое поле, если Ω брать как пучок кэлеровых дифференциалов, а степень равна внешнему произведению, каноническому линейному расслоению.
Геометрический род является первым инвариантом {\displaystyle p_{g}=P_{1}} последовательности инвариантов {\displaystyle P_{n}}, носящих название плюрижанр (или кратный род).

## Случай кривых
В случае комплексных многообразий несингулярные кривые являются римановыми поверхностями. Алгебраическое определение рода согласуется с топологическим понятием рода. На несингулярной кривой каноническое линейное расслоение имеет степень {\displaystyle 2g-2}.
Понятие рода присутствует заметно в утверждении теоремы Римана — Роха (см. также теорему Римана — Роха для поверхностей) и формуле Римана — Гурвица. По теореме Римана — Роха неприводимая плоская кривая степени d имеет геометрический род
{\displaystyle g={\frac {(d-1)(d-2)}{2}}-s,}
где s — число особых точек, нужным образом подсчитанных.
Если C является неприводимой (и гладкой) поверхностью в проективной плоскости, определяемой полиномиальным уравнением степени d, то её нормальное линейное расслоение является скручивающим пучком Серра {\displaystyle {\mathcal {O}}(d)}, так что по формуле присоединения каноническое линейное расслоение поверхности C задаётся равенством {\displaystyle {\mathcal {K}}_{C}=[{\mathcal {K}}_{\mathbb {P} ^{2}}+{\mathcal {O}}(d)]_{{\mid }C}={\mathcal {O}}(d-3)_{{\mid }C}}.

## Род сингулярных многообразий
Определение геометрического рода переносится классическим образом на сингулярные кривые C путём констатации, что {\displaystyle p_{g}(C)} является геометрическим родом нормализации C′. То есть, поскольку отображение {\displaystyle C^{\prime }\rightarrow C} является бирациональным, определение расширяется бирациональным инвариантом.